# Álvaro Angulo
Álvaro Anyíver Angulo Mosquera (Tumaco, Nariño, 6 de marzo de 1997) es un futbolista colombiano. Juega como lateral y su equipo actual es el C. Universidad Nacional de la Primera División de México.

## Trayectoria

### Deportivo Pasto
Empezó en las categorías menores del Deportivo Pasto (Sub-17 Sub-20). teniendo destacadas actuaciones que lo llevaron al equipo principal en donde Debutó el 18 de febrero del 2015 en el libertad, Partido que correspondía por la fecha 6 en el cual el equipo enfrentaba al Unión Magdalena; así el jugador suma sus primeros 57 minutos en el cual tuvo gran desempeño. 
Pasó un año (10 de febrero del 2016) para que el jugador convirtiera su primer gol como profesional concidencialmente al Unión Magdalena.
Para el segundo semestre el estratega José Fernando Santa mira las condiciones y el potencial del jugador y decide darle la oportunidad como titular en el partido correspondiente ala fecha 1 de liga (3 de agosto) en el cual enfrentaba al Once Caldas; Partido en el cual se consagró como titular indiscutible ganándole le posición a jugadores de renombre del país.

### Águilas Doradas
Llega al equipo tras fuertes polémicas ya que el jugador poseía doble contrato con Deportivo Pasto y Águilas, cosa que impedía al jugador jugar hasta aclarar la situación.[cita requerida]

### Atlético Nacional
El 18 de enero de 2022 se confirma su traspaso al Atlético Nacional.

### Independiente
El 15 de enero de 2025 se oficializa el traspaso a Independiente de Avellaneda, donde rápidamente se convirtió en ídolo y referente del club. Tan solo le bastaron 25 partidos y 5 goles para ser el máximo artillero del equipo y la figura del plantel.

### Pumas UNAM
El 7 de julio de 2025 se oficializa su acuerdo con Pumas UNAM quien lo fichó en 1.5 millones de dólares.

## Selección nacional
En enero de 2022 fue convocado para un partido amistoso de la selección de fútbol de Colombia contra Honduras en Estados Unidos. Debutó el 16 de enero de 2022 en la victoria 2 por 1 sobre Honduras ingresando en el segundo tiempo por Miguel Borja.

## Estadísticas
| Club                         | Div.          | Temporada     | Liga      | Liga      | Copas     | Copas     | Internacional | Internacional | Total     | Total     |
| Club                         | Div.          | Temporada     | Part.     | Goles     | Part.     | Goles     | Part.         | Goles         | Part.     | Goles     |
| ---------------------------- | ------------- | ------------- | --------- | --------- | --------- | --------- | ------------- | ------------- | --------- | --------- |
| Deportivo Pasto · Colombia   | 1.ª           | 2014          | Sin datos | Sin datos | Sin datos | Sin datos | Sin datos     | Sin datos     | Sin datos | Sin datos |
| Deportivo Pasto · Colombia   | 1.ª           | 2015          | 4         | 0         | 4         | 0         | -             | -             | 8         | 0         |
| Deportivo Pasto · Colombia   | 1.ª           | 2016          | 11        | 0         | 6         | 1         | -             | -             | 17        | 1         |
| Deportivo Pasto · Colombia   | Total club    | Total club    | 15        | 0         | 10        | 1         | 0             | 0             | 25        | 1         |
| Águilas Doradas · Colombia   | 1.ª           | 2017          | 16        | 0         | 1         | 0         | 1             | 0             | 18        | 0         |
| Águilas Doradas · Colombia   | 1.ª           | 2018          | 21        | 0         | 1         | 0         | -             | -             | 22        | 0         |
| Águilas Doradas · Colombia   | 1.ª           | 2019          | 30        | 0         | 2         | 0         | 3             | 0             | 35        | 0         |
| Águilas Doradas · Colombia   | 1.ª           | 2020          | 19        | 4         | 2         | 0         | -             | -             | 21        | 4         |
| Águilas Doradas · Colombia   | 1.ª           | 2021          | 26        | 4         | 2         | 0         | -             | -             | 28        | 4         |
| Águilas Doradas · Colombia   | Total club    | Total club    | 112       | 8         | 8         | 0         | 4             | 0             | 124       | 8         |
| Atlético Nacional · Colombia | 1.ª           | 2022          | 28        | 0         | 4         | 1         | 1             | 0             | 33        | 1         |
| Atlético Nacional · Colombia | 1.ª           | 2023          | 14        | 2         | 5         | 1         | 3             | 0             | 22        | 3         |
| Atlético Nacional · Colombia | 1.ª           | 2024          | 38        | 7         | 6         | 0         | 2             | 0             | 46        | 7         |
| Atlético Nacional · Colombia | Total club    | Total club    | 80        | 9         | 15        | 2         | 6             | 0             | 101       | 11        |
| Independiente Argentina      | 1.ª           | 2025          | 17        | 4         | 2         | 1         | 5             | 0             | 24        | 5         |
| Independiente Argentina      | Total club    | Total club    | 17        | 4         | 2         | 1         | 5             | 0             | 24        | 5         |
| Total carrera                | Total carrera | Total carrera | 224       | 21        | 35        | 4         | 15            | 0             | 274       | 25        |

## Palmarés

### Títulos nacionales
| Título                | Club              | País     | Año     |
| --------------------- | ----------------- | -------- | ------- |
| Categoría Primera A   | Atlético Nacional | Colombia | 2022-I  |
| Superliga de Colombia | Atlético Nacional | Colombia | 2023    |
| Copa Colombia         | Atlético Nacional | Colombia | 2023    |
| Copa Colombia         | Atlético Nacional | Colombia | 2024    |
| Categoría Primera A   | Atlético Nacional | Colombia | 2024-II |